# Геленувка (Мазовецьке воєводство)
Геленувка (пол. Helenówka) — село в Польщі, у гміні Зволень Зволенського повіту Мазовецького воєводства.
Населення — 186 осіб (2011).
У 1975-1998 роках село належало до Радомського воєводства.

## Демографія
Демографічна структура станом на 31 березня 2011 року:
|          | Загалом | Допрацездатний вік | Працездатний вік | Постпрацездатний вік |
| -------- | ------- | ------------------ | ---------------- | -------------------- |
| Чоловіки | 86      | 19                 | 59               | 8                    |
| Жінки    | 100     | 24                 | 58               | 18                   |
| Разом    | 186     | 43                 | 117              | 26                   |